# エゴノリ
エゴノリ（恵胡苔、学名：Campylaephora hypnaeoides）は、真正紅藻綱イギス目に属する紅藻の1種。粘質多糖を利用して食用とされ、地域的な特産品とされている。

## 特徴
分枝する糸状の藻体をもち、胞子体は長さ 15–25 cm、配偶体は数cmになる。大型の海藻、特にホンダワラ類 (褐藻綱) のヤツマタモクやヨレモクに着生して生育する。特に鉤状になった枝の先端を利用してホンダワラ類に絡みつき生育する。北海道から九州、韓国、中国から報告がある。

## 利用
広く食用とされ、特に煮溶かして固めた料理は日本海側を中心に「いごねり」・「えごねり」(佐渡島)、「いご」・「えご」(新潟県、長野県)、「うご」(京都府)、「おきゅうと」・「おきうと」(福岡県) などの名称で利用されている。
多くの地域で原藻を用いた「黒えご」が食されているほか、新潟県魚沼地方などの山間部には天日乾燥を繰り返すことで脱色した「晒しえご」がある。また、銅鍋で煮た緑色のえごを食べる地域もある。
2012年現在、天然資源の採取に頼っており、主要な産地は青森県であるが、好不漁の変動が大きい。養殖技術の開発も試みられている。
同じイギス目イギス科に属するイギス (Ceramium kondoi) や アミクサ (Ceramium boydenii) も同様に煮溶かして固めたもの (いぎす豆腐など) が食用とされる。「おきゅうと」の配合品として用いられることもある。また名前が「エゴノリ」と似た「オゴノリ」(オゴノリ目) は全く別の紅藻であり、刺身のつまなどに利用される。